# شهاب النهار العظيم 1972
شهاب النهار العظيم 1972 (بالإنجليزية: 1972 Great Daylight Fireball)‏ رسمياً (US19720810)، شهاب كرة نارية ساطع تمت رؤيته خلال النهار في ولاية يوتا في الولايات المتحدة الأمريكية يوم 10 أغسطس 1972، قطع الشهاب مسافة 57 كـم (35 ميل) فوق سطح الأرض بسرعة 15 كم/ث (9.3 ميل/ث)، وخرج من الغلاف الجوي الأرضي فوق ألبيرتا في كندا، تمت رؤيته من قبل أغلب السكان وتصويره فيديوياً من قبل المجسات الفضائية.
ذكر شاهد عيان في ميسولا (مونتانا) بأن الشهاب مر مباشرة فوق رأسه وأحدث دوي صوتي مزودج، كما بقي أثره الدخاني مرئياً لعدة دقائق.
أدى تغير كتلته وسرعته أثناء دخوله الغلاف الجوي للأرض تغييراً في مداره أيضاً لكن يحتمل بأنه لا يزال ضمن مدار قريب من الأرض ويعتقد أنه مر بالقرب من الأرض مرة أخرى في أغسطس 1997، لكن الإتحاد الفلكي الدولي يعتبر أن هذه مجرد «إقتراحات غير مثبتة».

## الوصف
التحليلات العلمية التي قدمها الفلكي التشيكي «زيدنيك سيبليتشا» لاحقاً بناءً على مظهر ومسار هذا الشهاب تقترح أن قطر الكويكب قبل دخوله الغلاف الجوي بين 3 متر (9.8 قدم) إذا كان متكون من صخور كوندرايت أو قد يصل حتى 14 متر (46 قدم) إذا كان متكون من مواد مذنب، وتقلصت كتلته إلى ثلثي أو نصف كتلته الأصلية بعد دخوله الغلاف الجوي، أي أن قطره أصبح بين 2 أو 10 متر (6.6 أو 32.8 قدم).
مصادر أخرى عرّفت هذا الشهاب على أنه أحد كويكبات أبولو في مدار راعي للأرض، من الممكن أن إقترب مرة أخرى من الأرض في أغسطس 1997.
تمت مراقبة الجسم وتتبعه من قبل أنظمة المراقبة العسكرية التي حصلت على بيانات كافية لتحديد مداره قبل دخوله الغلاف الجوي وبعد 100 ثانية من دخوله، بعد عبوره خلال الغلاف الجوي قلت سرعته بحوالي 800 م/ث (2,600 قدم/ث) عن سرعته الإبتدائية، بينما تغير ميله المداري من °15 إلى °7 درجة.

## في الثقافة الشعبية
وصف الشهاب US19720810 في مقدمة الفصل الأول من "مطرقة الإله [الإنجليزية]" الإله للكاتب آرثر كلارك.
كما تم عرض مقطع فيديو لكرة نارية في 1994 مصمم لفيلم "بدون تحذير [الإنجليزية]"، يصف الفيلم كويكب بقطر 1,640 قدم (500 متر) يمر على مسافة عدة آلاف من الأقدام قرب سطح الأرض.